# Antonio di Borgogna
Antonio di Borgogna, noto anche come Antonio del Brabante, in francese Antoine de Brabant ou Antoine de Bourgogne (agosto 1384 – Azincourt, 25 ottobre 1415), fu conte di Rethel dal 1393 al 1406, poi duca di Brabante e duca di Limburgo.

## Origine
Antonio, secondo il Iohannis de Thilrode Chronicon, era figlio del duca di Borgogna, Filippo II l'Ardito e dell'erede delle contee di Fiandra, di Nevers, di Rethel, di Borgogna e d'Artois, e pretendente dei ducati di Brabante e Limburgo, Margherita di Male, che, ancora secondo il Iohannis de Thilrode Chronicon, era figlia del Conte di Nevers (Luigi III), Conte di Rethel (Luigi III), Signore di Mechelen e Conte di Fiandra, Luigi II di Male (1330–1384), e dalla moglie pretendente dei ducati di Brabante e Limburgo, Margherita del Brabante (1323-1368), figlia del duca di Brabante e Limburgo, Giovanni III, e di Maria d'Évreux, come ci conferma la Oude Kronik van Brabant (non consultata) ed il Trophees tant sacres que profanes de la duché de Brabant ..., Volume 1.
Filippo II l'Ardito della famiglia dei Valois, era il quarto figlio del re di Francia, Giovanni II il Buono (1319 † 1364), e di Bona di Lussemburgo (1315 - 1349), come ci confermano sia il Iohannis de Thilrode Chronicon, che la Chronicon Angliæ 1328-1388, che ricorda che Filippo era stato prigioniero in Inghilterra assieme al padre, Giovanni.

## Biografia

Blasone dei Duchi del Brabante della terza dinastia di Borgogna.

La duchessa di Brabante e duchessa di Limburgo, Giovanna di Brabante, sorella di sua nonna, Margherita del Brabante, nel 1386, attaccata da Guglielmo I duca di Gheldria, alleato degli inglesi nella guerra dei cent'anni, chiese aiuto a suo padre Filippo l'Ardito, nipote acquisito di Giovanna, che convinse il re di Francia, Carlo VI, ad attaccare la Gheldria, che venne a più miti consigli.
Come secondogenito della terza dinastia di Borgogna, dal 1393, ad Antonio fu concesso dai genitori il titolo di Conte di Rethel, titolo che tenne sino al 1406, quando, dopo essere divenuto duca di Brabante, alla morte della sua prozia, Giovanna di Brabante, vi rinunciò a favore del fratello, il terzogenito, Filippo.
La duchessa Giovanna seppe ricompensare l'aiuto ricevuto da Filippo l'Ardito, cambiando il proprio testamento: il ducato invece di andare a Venceslao di Lussemburgo, nipote del suo secondo marito, Venceslao I di Lussemburgo, come era stato stipulato nel 1356, sarebbe andato a Filippo II, che preferì passarlo al figlio secondogenito, Antonio; con atto del 28 settembre 1399, Giovanna, non avendo figli, nominò erede dei ducati di Brabante e Limburgo, la madre di Antonio, Margherita III delle Fiandre, sposa di Filippo.
Pochi giorni dopo la morte di Filippo di Borgogna, il 7 maggio 1404, Giovanna abdicò in favore di Margherita; con atto del 19 dello stesso mese quest'ultima fece dono del Brabante ad Antonio, suo figlio secondogenito, che prese possesso del ducato, senza trovare opposizione nel ducato e senza dare peso alle pretese del re di Germania, Roberto.
Dopo che suo fratello, il primogenito, Giovanni Senza Paura, divenuto il capo della casata di Valois-Borgogna, si era messo in urto con Luigi di Valois, duca d'Orleans e fratello del re di Francia, Carlo VI, Antonio si schierò a favore del fratello e, dopo l'assassinio di Luigi, nel 1407, di cui Giovanni Senza Paura era il mandante continuò ad appoggiarlo, entrando a far parte del partito dei Borgognoni, ma rimanendo su posizioni concilianti, cercando di far da paciere tra suo fratello ed il nuovo duca d'Orleans, Carlo, figlio di Luigi.
Antonio prese parte a qualche azione della guerra civile.

Ma quando gl'inglesi invasero il nord della Francia, Antonio, nonostante il fratello Giovanni rimanesse neutrale, rispose all'appello del re e, come Valois (Valois-Borgogna) si schierò con la casa reale, partecipando alla battaglia di Azincourt, del 24 ottobre 1415, dove perse la vita; fu fatto prigioniero e il giorno dopo fu ucciso insieme ad altri francesi prigionieri come lui; parecchi francesi furono uccisi perché i prigionieri erano troppi. Suo fratello Filippo, conte di Nevers e di Rethel, aveva perso la vita in battaglia; anche la Histoire ecclésiastique et civile du duché de Luxembourg et comté ..., Volume 7, ricorda la morte di Antonio, che fu ucciso in battaglia, precisando che il cadavere fu riconosciuto solo tre giorni dopo.

Ad Antonio succedette il figlio Giovanni, ancora tredicenne, che venne messo sotto tutela dallo zio, Giovanni Senza Paura.

## Matrimoni e discendenza
Antonio sposò, in prime nozze, ad Arras, il 21 febbraio 1402, Giovanna di Lussemburgo († 1407), figlia di Valerano III di Lussemburgo-Ligny, conte di Saint-Pol e di Ligny, e di Maud Holland, come conferma il Ægidii de Roya Annales Belgici (non consultato).
Antonio da Giovanna ebbe due figli:
- Giovanni (1403 † 1427), duca di Brabante e di Limburgo
- Filippo (1404 † 1430), conte di Saint-Pol e di Ligny, poi duca di Brabante e di Limburgo

Antonio, rimasto vedovo, nel 1407, si risposò a Bruxelles, il 16 luglio 1409, come conferma il Ægidii de Roya Annales Belgici (non consultato), con Elisabetta di Görlitz (1390 - 1451), che, secondo la Histoire ecclésiastique et civile du duché de Luxembourg et comté ..., Volume 7, era l'unica figlia del duca di Görlitz, Giovanni, e della moglie, Riccarda Caterina di Meclemburgo, figlia del re di Svezia e duca di Meclemburgo-Schwerin, Alberto di Meclemburgo e di Riccarda di Schwerin.
Antonio da Elisabetta ebbe altri due figli:
- Guglielmo, (1410 † 1410)
- un bambino, nato morto nel 1412.

Antonio da una o due amanti di cui non si conoscono né il nome né gli ascendenti ebbe due figlie illegittime:
- Giovanna sposata a Filippo di Vienne
- Anna, sposata, nel 1440, a Pietro di Peralta, conte de Santisteban

## Ascendenza
|                                             |                  |                           | Genitori                  |  |  | Nonni |  |  | Bisnonni              |  |  | Trisnonni       |  |
|                                             |                  |                           |                           |  |  |       |  |  | Filippo VI di Francia |  |  | Carlo di Valois |  |
|                                             |                  |                           |                           |  |  |       |  |  | Filippo VI di Francia |  |  | Carlo di Valois |  |
|                                             |                  | Margherita d'Angiò        |                           |  |  |       |  |  | Filippo VI di Francia |  |  |                 |  |
| Giovanni II di Francia                      |                  |                           |                           |  |  |       |  |  | Filippo VI di Francia |  |  |                 |  |
|                                             |                  | Giovanna di Borgogna      | Roberto II di Borgogna    |  |  |       |  |  |                       |  |  |                 |  |
|                                             |                  | Giovanna di Borgogna      | Roberto II di Borgogna    |  |  |       |  |  |                       |  |  |                 |  |
|                                             |                  | Giovanna di Borgogna      | Agnese di Francia         |  |  |       |  |  |                       |  |  |                 |  |
| Filippo II di Borgogna                      |                  | Giovanna di Borgogna      |                           |  |  |       |  |  |                       |  |  |                 |  |
|                                             |                  | Giovanni I di Lussemburgo | Enrico VII di Lussemburgo |  |  |       |  |  |                       |  |  |                 |  |
|                                             |                  | Giovanni I di Lussemburgo | Enrico VII di Lussemburgo |  |  |       |  |  |                       |  |  |                 |  |
|                                             |                  | Giovanni I di Lussemburgo | Margherita di Brabante    |  |  |       |  |  |                       |  |  |                 |  |
| Bona di Lussemburgo                         |                  | Giovanni I di Lussemburgo |                           |  |  |       |  |  |                       |  |  |                 |  |
|                                             |                  | Elisabetta di Boemia      | Venceslao II di Boemia    |  |  |       |  |  |                       |  |  |                 |  |
|                                             |                  | Elisabetta di Boemia      | Venceslao II di Boemia    |  |  |       |  |  |                       |  |  |                 |  |
|                                             |                  | Elisabetta di Boemia      | Guta d'Asburgo            |  |  |       |  |  |                       |  |  |                 |  |
| Antonio di Brabante                         |                  | Elisabetta di Boemia      |                           |  |  |       |  |  |                       |  |  |                 |  |
|                                             | Luigi I di Crécy | Luigi I di Nevers         |                           |  |  |       |  |  |                       |  |  |                 |  |
|                                             | Luigi I di Crécy | Luigi I di Nevers         |                           |  |  |       |  |  |                       |  |  |                 |  |
|                                             | Luigi I di Crécy | Giovanna di Rethel        |                           |  |  |       |  |  |                       |  |  |                 |  |
| Luigi II di Fiandra                         | Luigi I di Crécy |                           |                           |  |  |       |  |  |                       |  |  |                 |  |
|                                             |                  | Margherita I di Borgogna  | Filippo V di Francia      |  |  |       |  |  |                       |  |  |                 |  |
|                                             |                  | Margherita I di Borgogna  | Filippo V di Francia      |  |  |       |  |  |                       |  |  |                 |  |
|                                             |                  | Margherita I di Borgogna  | Giovanna II di Borgogna   |  |  |       |  |  |                       |  |  |                 |  |
| Margherita III delle Fiandre                |                  | Margherita I di Borgogna  |                           |  |  |       |  |  |                       |  |  |                 |  |
|                                             |                  | Giovanni III del Brabante | Giovanni II di Brabante   |  |  |       |  |  |                       |  |  |                 |  |
|                                             |                  | Giovanni III del Brabante | Giovanni II di Brabante   |  |  |       |  |  |                       |  |  |                 |  |
|                                             |                  | Giovanni III del Brabante | Margherita d'Inghilterra  |  |  |       |  |  |                       |  |  |                 |  |
| Margherita di Brabante, contessa di Fiandra |                  | Giovanni III del Brabante |                           |  |  |       |  |  |                       |  |  |                 |  |
|                                             |                  | Maria d'Évreux            | Luigi d'Évreux            |  |  |       |  |  |                       |  |  |                 |  |
|                                             |                  | Maria d'Évreux            | Luigi d'Évreux            |  |  |       |  |  |                       |  |  |                 |  |
|                                             |                  | Maria d'Évreux            | Margherita d'Artois       |  |  |       |  |  |                       |  |  |                 |  |
|                                             |                  | Maria d'Évreux            |                           |  |  |       |  |  |                       |  |  |                 |  |

### Letteratura storiografica
- A. Coville, Francia: armagnacchi e borgognoni (1380-1422), cap. XVII, vol. VI ("Declino dell'impero e del papato e sviluppo degli stati nazionali") della Storia del Mondo Medievale, 1999, pp. 642–672.
- R.G.D. Laffan, L'impero nel XV secolo, cap. VI, vol. VII (L'autunno del Medioevo e la nascita del mondo moderno) della Storia del Mondo Medievale, 1999, pp. 198–245.
- Henry Pirenne, "I Paesi Bassi", cap. XII, vol. VII (L'autunno del Medioevo e la nascita del mondo moderno) della Storia del Mondo Medievale, 1999, pp. 411–444.
- (FR) Trophées tant sacrés que profanes du duché de Brabant..
- (FR) #ES Histoire ecclésiastique et civile du duché de Luxembourg et comté ..., Volume 7..